# Schwarzach bei Nabburg
Pour les articles homonymes, voir Schwarzach.
Schwarzach bei Nabburg est une commune de Bavière (Allemagne), située dans l'arrondissement de Schwandorf, dans le district du Haut-Palatinat.